# Ріхард Штребінгер
Ріхард Штребінгер (нім. Richard Strebinger; нар. 14 лютого 1993, Вінер-Нойштадт) — австрійський футболіст, воротар клубу «Рапід» (Відень) та національної збірної Австрії.

## Клубна кар'єра
Народився 14 лютого 1993 року в місті Вінер-Нойштадт. Розпочав займатись футболом на батьківщині, але в 2008 році потрапив до академії німецької «Герти» (Берлін), де спочатку грав за резервні команди, а з 2010 року грав за дублюючий склад у Регіоналлізі.

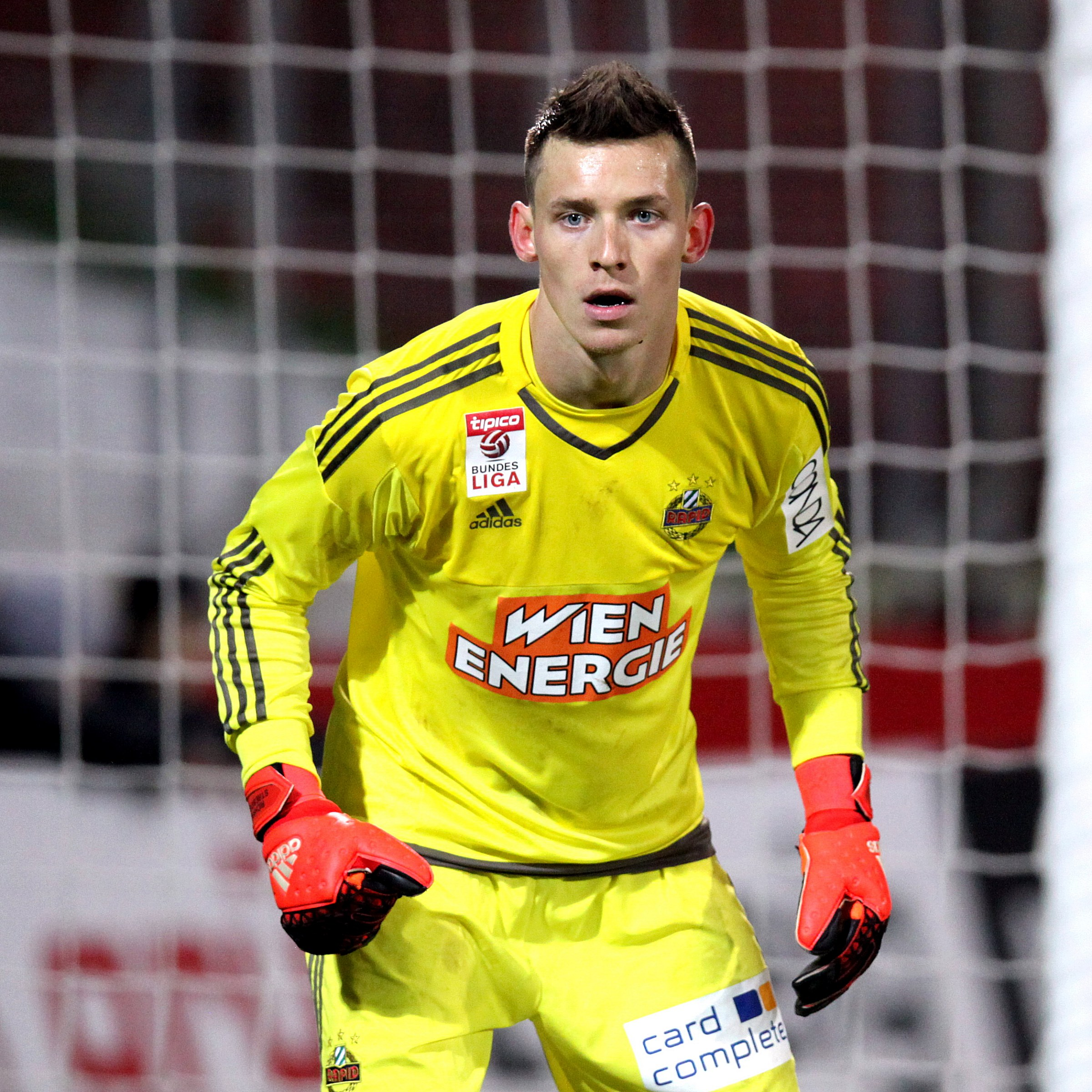
Ріхард Штребінгер під час виступів за «Рапід» (Відень). 2015 рік.

У травні 2012 року Штребінгер перейшов у інший місцевий клуб «Вердер», де спочатку теж грав за резервну команду. З початку сезону 2014/15 він був переведений в першу команду, ставши запасним воротарем. 7 грудня 2014 року Штребінгер дебютував у німецькій Бундеслізі, вийшовши на заміну на 59-й хвилині в матчі проти «Айнтрахта» (2:5), замість травмованого Рафаеля Вольфа. 13 грудня у матчі чемпіонату проти «Ганновера» (3:3) Ріхард зіграв свій другий і останній матч за бременський клуб, оскільки вже 27 січня 2015 року був відданий в оренду до кінця сезону в «Ян» (Регенсбург). У новій команді став основним воротарем, провівши 14 ігор у німецькій Третій лізі.
26 червня 2015 року Штребінгер повернувся на батьківщину, підписавши трирічний контракт з «Рапідом» (Відень). Станом на 23 листопада 2020 року відіграв за віденську команду 132 матчі в національному чемпіонаті.

## Виступи за збірні
2010 року дебютував у складі юнацької збірної Австрії (U-17), загалом на юнацькому рівні взяв участь у 16 іграх, пропустивши 17 голів.
Протягом 2012—2014 років залучався до складу молодіжної збірної Австрії. На молодіжному рівні зіграв у 6 офіційних матчах, пропустив 3 голи.
16 жовтня 2018 року дебютував в офіційних іграх у складі національної збірної Австрії в товариському матчі проти Данії (0:2).

## Статистика виступів

### Статистика клубних виступів
| Сезон                      | Команда                    | Чемпіонат                  | Чемпіонат | Чемпіонат | Національний кубок | Національний кубок | Національний кубок | Континентальні кубки | Континентальні кубки | Континентальні кубки | Інші змагання | Інші змагання | Інші змагання | Усього | Усього | Усього |
| Сезон                      | Команда                    | Ліга                       | Ігор      | Голів     | Ліга               | Ігор               | Голів              | Ліга                 | Ігор                 | Голів                | Ліга          | Ігор          | Голів         | Ігор   | Голів  |        |
| -------------------------- | -------------------------- | -------------------------- | --------- | --------- | ------------------ | ------------------ | ------------------ | -------------------- | -------------------- | -------------------- | ------------- | ------------- | ------------- | ------ | ------ | ------ |
| 2010–11                    | «Герта II»                 | РЛ                         | 12        | -17       | -                  | -                  | -                  | -                    | -                    | -                    | -             | -             | -             | 12     | -17    |        |
| 2011–12                    | «Герта II»                 | РЛ                         | 14        | -29       | -                  | -                  | -                  | -                    | -                    | -                    | -             | -             | -             | 14     | -29    |        |
| Усього за «Герту II»       | Усього за «Герту II»       | Усього за «Герту II»       | 26        | -46       |                    | -                  | -                  |                      | -                    | -                    |               | -             | -             | 26     | -46    |        |
| 2012–13                    | «Вердер II»                | РЛ                         | 22        | -30       | -                  | -                  | -                  | -                    | -                    | -                    | -             | -             | -             | 22     | -30    |        |
| 2013–14                    | «Вердер II»                | РЛ                         | 14        | -9        | -                  | -                  | -                  | -                    | -                    | -                    | -             | -             | -             | 14     | -9     |        |
| серп.-лис. 2014            | «Вердер II»                | РЛ                         | 5         | -4        | -                  | -                  | -                  | -                    | -                    | -                    | -             | -             | -             | 5      | -4     |        |
| Усього за «Вердер II»      | Усього за «Вердер II»      | Усього за «Вердер II»      | 41        | -43       |                    | -                  | -                  |                      | -                    | -                    |               | -             | -             | 41     | -43    |        |
| 2014-січ. 2015             | «Вердер»                   | БЛ                         | 2         | -6        | КН                 | 0                  | 0                  | -                    | -                    | -                    | -             | -             | -             | 2      | -6     |        |
| січ.-черв. 2015            | «Ян» (Регенсбург)          | 3Л                         | 14        | -20       | КН                 | -                  | -                  | -                    | -                    | -                    | -             | -             | -             | 14     | -20    |        |
| 2015–16                    | «Рапід» (Відень)           | БЛ                         | 23        | -22       | КА                 | 4                  | -4                 | ЛЧ+ЛЄ                | 0+4                  | 0 + -12              | -             | -             | -             | 31     | -38    |        |
| 2016–17                    | «Рапід» (Відень)           | БЛ                         | 17        | -21       | КА                 | 1                  | -1                 | ЛЄ                   | 4                    | -6                   | -             | -             | -             | 22     | -28    |        |
| 2017–18                    | «Рапід» (Відень)           | БЛ                         | 20        | -24       | КА                 | 1                  | 0                  |                      | -                    | -                    | -             | -             | -             | 21     | -24    |        |
| Усього за «Рапід» (Відень) | Усього за «Рапід» (Відень) | Усього за «Рапід» (Відень) | 60        | -67       |                    | 6                  | -5                 |                      | 8                    | -18                  |               | -             | -             | 74     | -90    |        |
| Усього за кар'єру          | Усього за кар'єру          | Усього за кар'єру          | 143       | -182      |                    | 6                  | -5                 |                      | 8                    | -18                  |               | -             | -             | 157    | –5     |        |